# Магомаєв Гусейн Сайгідович
Гусейн Сайгідовіч Магомаєв ( 4 січня 1951, с. Кахіб, Совєтський район, Дагестанська АРСР, РРФСР, СРСР ) - заслужений тренер Республіки Дагестан, заслужений тренер Росії, художник, філософ, педагог, майстер бойових мистецтв.

## Біографія

### Кар'єра митця
Навчався у Буйнакську, в 1972 році закінчив Дагестанське художнє училище імені М. А. Джемала. З 1983 року - учасник багатьох художніх виставок в країні й за кордоном. У 1984 році разом зі своєю дружиною Ольгою Миколаївною у Дагестані створює студію художньої та фізичної пластики, що стала згодом базою для створення школи бойових мистецтв «П'ять сторін світу». З 1986 року проводить персональні виставки у різних регіонах Дагестану, а також у Ленінграді, Москві, Тбілісі, Вологді і інших містах Росії й ближнього зарубіжжя. Член спілки художників СРСР, володар Гран-Прі на бієнале графіки у Гавані, лауреат премії комсомолу Дагестану.

### Кар'єра тренера
З 1968 року Гусейн Магомаєв займається тренерською і спортивною діяльністю. Він є засновником карате в Дагестані. Працював старшим тренером збірної Дагестану і РРФСР . За короткий термін команда з карате Дагестану і РРФСР завоювала перші місця, кубки та перехідні призи. У 1996 році на базі художньої студії ім була створена Республіканська авторська школа бойових мистецтв «П'ять сторін світу» при міністерстві освіти Республіки Дагестан.

## Відомі вихованці
- Джанхуват Бєлєтов
- Муслім Саліхов
- Тимур Магомедов
- Расул Чотанов
- Адам Хачілаев
- Рамазан Рамазанов
- Арсен Білалов
- Тимур Арсланбеков
- Назір Шандулаев
- Забіт Магомедшаріпов